# L'Homme de la Riviera
Pour plus de détails, voir Fiche technique et Distribution.
L'Homme de la Riviera ou Le Dernier Coup de Monsieur Bob au Québec (The Good Thief) est un film multinational réalisé par Neil Jordan et sorti en 2002. Il s'agit d'un remake du film français Bob le flambeur (1956) de Jean-Pierre Melville.
Il est présenté au festival international du film de Toronto 2002. Le film reçoit des critiques presse globalement positives, mais le film est un échec commercial.

## Synopsis
Bob Montagnet n'a plus la « baraka ». Pour cet ancien voleur amateur d'art, la vie n'est plus qu'une succession de nuits enfumées autour de tables de jeu miteuses. Lorsqu'il perd ce qui lui reste d'argent aux courses, Bob touche le fond. Son vieil ami et complice, Raoul, lui propose alors de monter un casse. Dans un ultime sursaut de vie, Bob imagine un coup fabuleux, un vol d'exception qui ne repose pas seulement sur un, mais deux cambriolages. Avec Roger, le flic qui ne le lâche pas, il constitue une équipe de choc pour préparer son plus grand tour de passe-passe.

## Fiche technique
Sauf indication contraire, les informations mentionnées dans cette section peuvent être confirmées par la base de données cinématographiques IMDb,  présente dans la section « Liens externes ».
- Titre français : L'Homme de la Riviera
- Titre québécois : Le Dernier Coup de Monsieur Bob
- Titre original : The Good Thief
- Réalisation : Neil Jordan
- Scénario : Neil Jordan, d'après le scénario original de Bob le flambeur écrit par Jean-Pierre Melville et Auguste Le Breton
- Musique : Elliot Goldenthal
- Décors : Anthony Pratt
- Costumes : John Norster et Penny Rose
- Photographie : Chris Menges
- Montage : Tony Lawson
- Production : Seaton McLean, John Wells et Stephen Woolley

Producteurs délégués : Kristin Harms, Neil Jordan et Thierry de Navacelle
- Sociétés de production : Alliance Atlantis Communications, Double Down Productions Ltd., Metropolitan Films et TNVO
- Sociétés de distribution : TFM Distribution (France), Searchlight Pictures (États-Unis)
- Budget : 30 millions de dollars[1]
- Pays de production :  France,  Royaume-Uni,  Irlande,  Canada et  États-Unis
- Langue originale : anglais
- Format : couleur
- Genre : action, policier, drame, thriller
- Durée : 108 minutes
- Dates de sortie[2] :
  - Canada : 6 septembre 2002 (festival de Toronto)
  - Irlande : 28 février 2003
  - États-Unis : 2 avril 2003 (sortie limitée)
  - France : 13 août 2003
- Classification[3] :
  - États-Unis : R
  - Royaume-Uni : interdit aux moins de 15 ans

## Distribution
- Nick Nolte (V.F. : Jacques Frantz ; V.Q. : Hubert Gagnon) : Bob Montagnet
- Nutsa Kukhianidze (VQ : Catherine Proulx-Lemay) : Anne
- Ouassini Embarek (VF : lui-même ; VQ : Hugolin Chevrette) : Saïd
- Marc Lavoine (VF : lui-même ; VQ : Gilbert Lachance) : Rémi
- Tchéky Karyo (VF : lui-même ; VQ : Alain Zouvi) : Roger
- Gérard Darmon (VF : lui-même ; VQ : Jean-Marie Moncelet) : Raoul
- Saïd Taghmaoui (VF : lui-même ; VQ : Patrice Dubois) : Paulo
- Ralph Fiennes : Tony Angel
- Patricia Kell (VF : elle-même) : Yvonne
- Julien Maurel (VF : lui-même) : Philippe
- Emir Kusturica (VF : lui-même ; VQ : James Hyndman) : Vladimir
- Roland Munter : Kozinski
- Warren Zavatta (VF : lui-même) : Petit Louis

Source et légende : Version québécoise (V.Q.) sur Doublage Québec.

## Production
Le scénario est basé sur celui du film français Bob le flambeur (1956) de Jean-Pierre Melville. Neil Jordan déclare « Le personnage de Bob dans L'Homme de la Riviera est librement inspiré du film de Jean-Pierre Melville, mais l'histoire a été développée pour être vraiment ancrée dans l'époque actuelle. » Le cinéaste irlandais révèle s'être également inspiré de deux articles de presse. L'un, paru dans Vanity Fair, était consacré au casino Bellagio Las Vegas où sont accrochés de nombreuses toiles de Pablo Picasso. Le second revenait sur des grands groupes industriels japonais qui préféraient afficher des faux plutôt que les véritables tableaux de maître dont ils sont propriétaires.
Le tournage a lieu dans les Alpes-Maritimes, notamment à Nice (Villa Beau Site, Studios Riviera, Hôtel Régina, ...), ainsi qu'au Bar-sur-Loup). Les prises de vues ont également lieu à Monaco et à Vintimille en Italie

## Bande originale
La musique originale du film est composée par Elliot Goldenthal, pour sa 5e collaboration avec Neil Jordan.
Liste des titres
1. "Minuit" (5:50) - Cheb Khaled
2. "Lucky Eyes" (2:30) - Elliot Goldenthal
3. "A Thousand Kisses Deep" (6:27) - Leonard Cohen
4. "Endorphin Spoon" (1:54) - Elliot Goldenthal
5. "Verite" (6:06) - Rachid Taha
6. "Ouverture Francais" (1:54) - Elliot Goldenthal
7. "Parisian Du Nord" (3:31) - Cheb Mami and K-Mel
8. "Snake 5" (3:10) - Elliot Goldenthal
9. "Noir C'est Noir" (3:15) - Johnny Hallyday
10. "Waltz for Anna" (1:30) - Elliot Goldenthal
11. "Flashback" (6:21) - Intense
12. "36 Hadjini Street" (1:50) - Elliot Goldenthal
13. "Je t'aime… moi non plus" (4:22) - Serge Gainsbourg & Jane Birkin
14. "Confession to JC with Love" (1:17) - Elliot Goldenthal
15. "That's Life" (3:55) - Bono
16. "Redemption Rehearsal" (8:38) - Elliot Goldenthal

## Sortie et accueil

### Critique
Le film reçoit des critiques plutôt positives dans la presse. Sur l’agrégateur de critiques Rotten Tomatoes, il obtient 77% d'avis favorables pour 146 critiques et une note moyenne de 6,9⁄10. Le consensus suivant résume les critiques compilées par le site : « Fort de la solide performance de Nolte, The Good Thief déborde de style séduisant ». Sur Metacritic, il obtient une note moyenne de 68⁄100 pour 37 critiques.
Sur le site AlloCiné, qui recense 11 critiques de presse, le film obtient la note moyenne de 2,9⁄5
.

### Box-office
| Pays ou région     | Box-office     | Date d'arrêt du box-office | Nombre de semaines |
| ------------------ | -------------- | -------------------------- | ------------------ |
| États-Unis, Canada | 3 517 797 $    | juillet 2003               | 16                 |
| France             | 44 841 entrées | -                          | -                  |
| Total mondial      | 5 756 945 $    |                            |                    |